# Eric Crockford
Eric Crockford (13 ottobre 1888 – 17 gennaio 1958) è stato un hockeista su prato britannico.

## Palmarès

### Giochi olimpici
- 1 medaglia:
  - 1 oro (Anversa 1920)